# Aérodrome d'Odienné
aéroport Lamine Diabaté
L'aéroport d'Odienné est un aéroport desservant Odienné en Côte d'Ivoire.

## Situation
| Abidjan Bouaké Korhogo Man Odienné San Pédro |

## Compagnie et destinations
| Compagnies        | Destinations                              |
| ----------------- | ----------------------------------------- |
| Air Côte d'Ivoire | Abidjan-F.-H.-Boigny, Man (Côte d'Ivoire) |

Édité le 04/03/2021  Actualisé le 6/08/2023

## Statistiques
Pour des raisons techniques, il est temporairement impossible d'afficher le graphique qui aurait dû être présenté ici.

Voir la requête brute et les sources sur Wikidata.